# 5e régiment de cavalerie (États-Unis)
Pour les articles homonymes, voir 5e régiment de cavalerie.
Le 5e régiment de cavalerie des États-Unis  est un régiment de l'armée américaine créé en 1855.